# Розовое вино
«Розовое вино» (укр. Рожеве вино) — сингл російських реп і хіп-хоп виконавців Елджея і Feduk. Трек був випущений 4 серпня 2017 року як сингл. Текст пісні був написаний Feduk і Елджеєм. Сингл зайняв перше місце в Top Radio & YouTube Hits і тримався там протягом семи тижнів поспіль. За підсумками 2017 року трек зайняв 13 сходинку за кількістю продажів і стрімів в iTunes і Apple Music, також увійшов до списку 10 найпопулярніших пісень російськомовних виконавців за версією користувачів сервісу Яндекс.Музика. За 2017 рік стала самим прослуховується треком в соціальній мережі «ВКонтакте».
14 листопада 2017 року вийшов кліп «Розовое вино», але через два дні відео було заблоковано на YouTube через скаргу Елджея[⇨].

## Історія створення
Раніше Feduk і Елджей вже були знайомі, і у результаті домовилися про запис спільного треку. У кінці травня 2017 року виконавці декілька раз зустрічалися, і думали, щоб записати пісню. Вони вирішили зробити трек точно танцювальним. «Копирсалися в нотатках, копирсали мінуси», в один з таких творчих вечорів вони зупинилися на вподобаному Елджею мінусі. Мінус був безоплатно зроблений бітмейкером і саунд-продюсером Empaldo Beats. Empaldo Beats казав, що «Я просто зробив трек, виклав його в групу, і Елджей написав, вільний він чи ні. Я сказав: “Вільний”. Він його забрав». Feduk у себе в нотатках знайшов приспів піврічної давності, який він записав під час відпочинку на Гоа, «прочитав і зрозумів, що це тема» вставив у трек. Feduk пояснив слова приспіву тим, що «я люблю дивитися на красиві місця, затримуючи при цьому дихання, щоб повністю вловити кожен звук».

### Порядок імен в назві
Спочатку Елджей — Розовое Вино feat. Feduk було затверджено двома сторонами. Під такою назвою трек був завантажений на сторінку Елджея ВКонтакті та у iTunes, при цьому вивантаження, відбувалося у квартирі менеджера Федука. За ствердженнями Елджея, назва відображає послідовність куплетів у пісні — спочатку йде Елджей, а потім Федук. Як тільки стало зрозуміло що трек стає хітом, у Федука з'являється лейбл і вимоги змінити назву. За їх проханням представники Елджея змінили назву композиції. За твердженням представників «жодних проблем із цим в Елджея не виникло».

### Права на композицію
За словами Федука, під час запису пісні він і Елджей домовилися на словах, що права на композицію діляться навпіл між артистами. Згодом представники Елджея надіслали договір, в якому було прописано, що все належить лейблу Елджея, і що Feduk до композиції «Розовое вино» не має відношення. Прибуток за продажі також був обговорений на словах. Юристи Feduk прислали свою версію договору, на що представники Елджея відповіли, що «вся музика належить лейблу». У підсумку, 65% прав належить Елджею, а 35% Федуку. Надалі представники стверджували, що саме Елджей був продюсером твору, їм був організований процес запису, зведення та мастерингу треку. Саме Елджей і його команда просували трек.

## Музичне відео
4 листопада 2017 року на YouTube, вийшов кліп «Розовое вино». Режисером кліпу виступила Аліна Пязок яка є продюсером групи Little Big. За твердженнями Іллі Пруснікіна, Аліна зрежисирувала кліп безоплатно, оскільки їй дуже сподобалася пісня. Кліп знято в Малайзії. На початку ролика, присутнє зняте на телефон відео, де Feduk і якийсь невідомий, наспівують вступ «Я схожий на птаха. — На принца? — На принца! На принца або на орла. Гей! Я беру другу пляшку рожевого вина». Відео являє собою збірник різних, не пов'язаних між собою сцен, виконаних в антуражі Малайзії з використанням неонового світла, в яких беруть участь танцюристи, Федук і Елджей.